# أديب (اسم)
أَدِيْب هو اسم علم شخصي مذكر من أصل عربي، ومعناه أي حسن الأخلاق.

## الشخصيات
- أديب إسحاق شاعر سوري
- أديب الشيشكلي سياسي وقائد عسكري سوري
- أديب الممالك الفراهاني شاعر وصحفي إيراني
- أديب كمال الدين شاعر عراقي
- أديب إسحاق شاعر وصحفي سوري
- أديب الدايخ مغني سوري
- أديب الطرابلسي ممثل لبناني
- أديب سعد باحث ومؤلف علمي سوري
- أديب البلوشي مخترع اماراتي
- أديب الصعيبي عالم ادبي وشاعر لبناني
- أديب الخالدي سياسي فلسطيني
- أديب النحوي قاص روائي واديب سوري
- أديب الجرف طيار حربي سوري
- أديب الجادر وزير عراقي سابق
- أديب القليه جي ممثل عراقي
- أديب الحيزان لاعب كرة قدم سعودي
- أديب الحسن لاعب كرة قدم سعودي
- أديب الحافظ ممثل اردني
- أديب الدسوقي ملاكم ومدرب فلسطيني
- أديب الزهيري كاتب سياسي لبناني
- أديب الشحادة شاعر سوري
- أديب بركات لاعب كرة قدم سوري
- أديب برومند شاعر ايراني
- أديب تيبيلي ممثل تركي
- أديب رفيق محمود شاعر واديب فلسطيني
- أديب سعد باحث ومؤلف علمي سوري
- أديب سلامة لواء سابق لسوريا
- أديب شحادة كاتب سوري
- أديب صابر شاعر ايراني
- أديب صعب فيلسوف وشاعر لبناني
- أديب طاهر زاده مؤلف ايراني من الطائفة البهائية
- أديب عباسي كاتب اردني
- أديب فرهادي نائب وزير التجارة السابق في أفغانستان
- أديب قدورة ممثل سوري
- أديب لحود كاتب مسرحي لبناني
- أديب ميالة عالم اقتصاد سوري
- أديب مظهر شاعر ورسام لبناني
- أديب نعمة خبير ومستشار تنموي لبناني
- أديب نظمي صحفي وشاعر سوري